# NGC 6359
NGC 6359 é uma galáxia elíptica (E-S0) localizada na direcção da constelação de Draco. Possui uma declinação de +61° 46' 51" e uma ascensão recta de 17 horas, 17 minutos e 53,0 segundos.
A galáxia NGC 6359 foi descoberta em 27 de Outubro de 1861 por Heinrich Louis d'Arrest.